# Leflunomidă
Leflunomida este un medicament antireumatic modificator al bolii și un imunosupresiv derivat de izoxazol, fiind utilizat în tratamentul artritei reumatoide și al artritei psoriazice. Este un inhibitor al sintezei de pirimidine, acționând prin inhibarea dihidroorotat-dehidrogenazei. Calea de administrare disponibilă este cea orală.
Este un promedicament și se activează în organism la teriflunomidă.